# Le Claret
Le Claret – kompleks skoczni narciarskich we francuskiej miejscowości Autrans. Na największej ze skoczni rozgrywane były konkursy skoków narciarskich podczas Zimowych Igrzysk Olimpijskich 1968 w Grenoble.
Konkurs olimpijski w 1968 roku wygrał Czechosłowak Jiří Raška, za nim uplasowali się Austriacy – Reinhold Bachler i Baldur Preiml.
W 2000 roku Manuel Fettner ustanowił aktualny rekord obiektu, 97 m.